# Exposition (photographie)
 (avril 2013).
Si vous disposez d'ouvrages ou d'articles de référence ou si vous connaissez des sites web de qualité traitant du thème abordé ici, merci de compléter l'article en donnant les références utiles à sa vérifiabilité et en les liant à la section « Notes et références ».
Pour les articles homonymes, voir Exposition.
L'exposition en photographie, anciennement nommée lumination, désigne l'exposition lumineuse reçue par la surface sensible (pellicule argentique ou capteur numérique) pendant la prise de vue. 
L’exposition est la quantité de lumière reçue par unité de surface sensible. Elle est mesurée en lux.seconde (lx.s) et peut être calculée à partir de l’indice de lumination et de la luminance de la scène.
De nombreux supports photographiques sont également sensibles à la lumière invisible, ce qui peut être un inconvénient ou un effet recherché, comme en photographie infrarouge. 

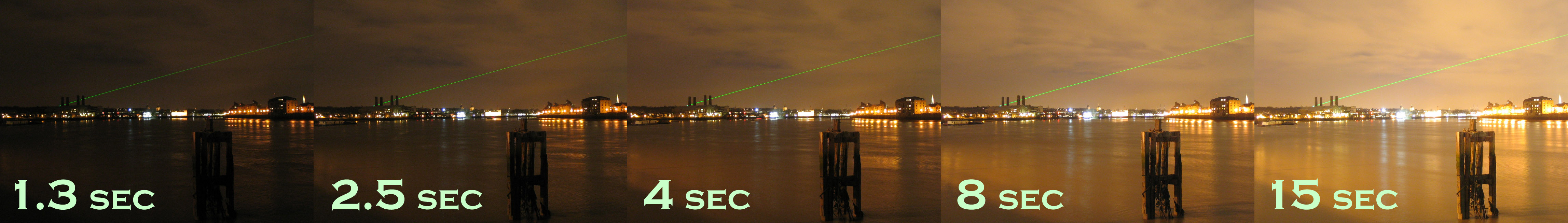
La même scène photographiée avec un temps de pose compris entre 1,3 et 15 secondes et une ouverture constante.

## Exposition optimale
D’un point de vue artistique, l’exposition « correcte » est celle qui restitue au mieux l’effet recherché par le photographe.

### Gamme dynamique
D’un point de vue plus technique, une surface sensible a une « latitude de pose », ou « gamme dynamique », limitée. Si la luminosité d’une partie de la scène est au-delà ou en deçà de cette gamme, elle ne peut pas être restituée et la portion d’image sera uniformément noire (sous-exposition) ou blanche (surexposition), sans rendu des détails. 

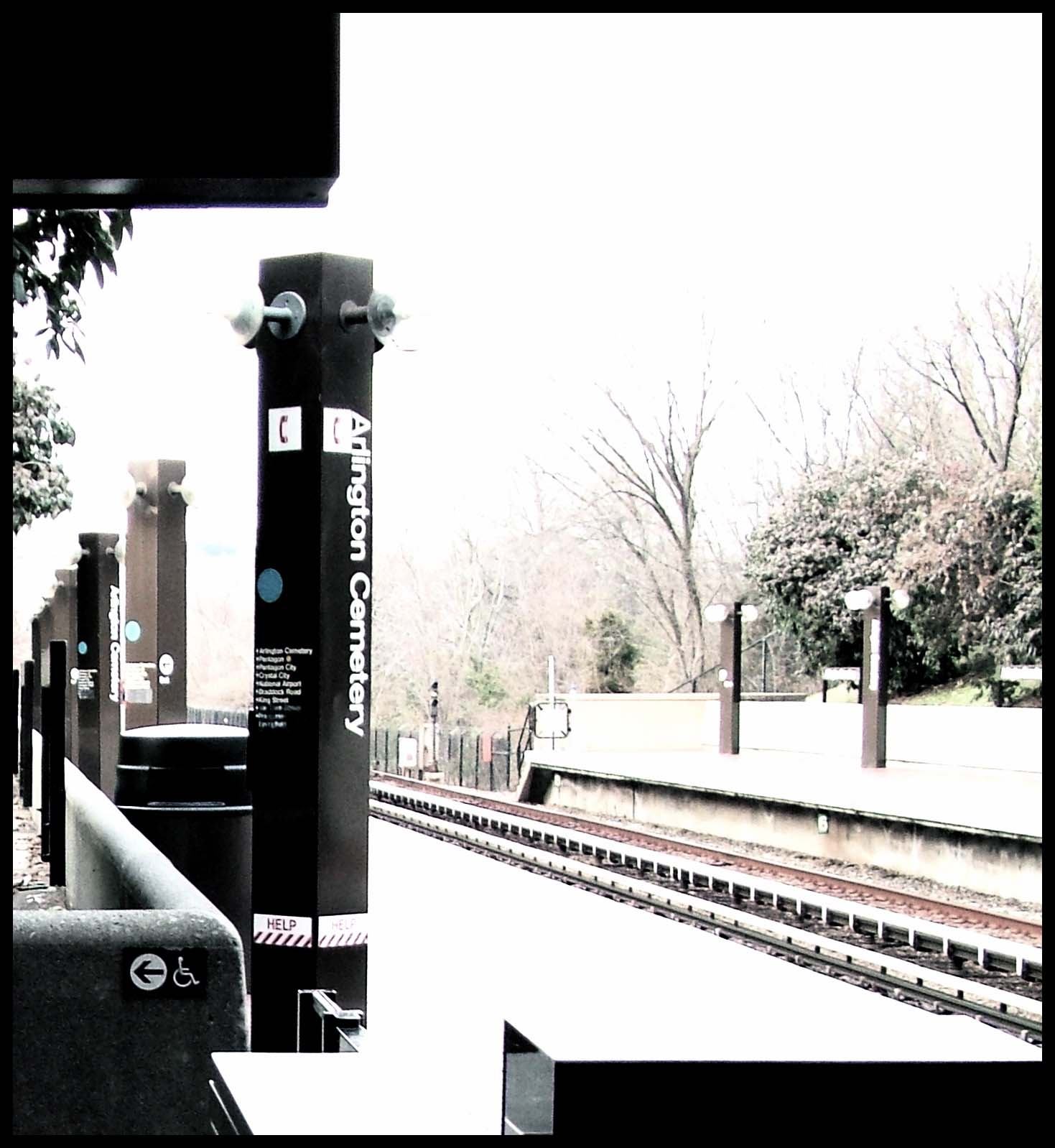
Image fortement surexposée

Si la luminosité dépasse la gamme dynamique du support à une seule extrémité (scène très sombre ou très claire), le photographe peut choisir de corriger l’exposition par le boîtier afin de la ramener à l’intérieur de la gamme. Si la scène est très contrastée, ses valeurs extrêmes seront respectivement inférieures au minimum et supérieures au maximum que la surface sensible est capable d’enregistrer. 
Le photographe devra alors choisir de privilégier les ombres ou les hautes lumières au détriment les unes des autres. Pour pallier le problème, il peut aussi réduire le contraste à l’aide d’un filtre gris gradué (pour diminuer la luminosité des hautes lumières), employer le flash en fill-in ou encore multiplier les prises de vue en variant l’exposition (bracketing) pour les combiner et obtenir ainsi une image à grande dynamique.

### Surexposition et sous-exposition
Une image surexposée présente un manque de détails dans les hautes lumières. Ces dernières apparaissent uniformément blanches, ou « brûlées ». Une image sous-exposée présente quant à elle un manque de détail dans les ombres, qui apparaissent noires ou « bouchées ». En référence à l’aspect de l’histogramme, on parle également de décalage à droite, respectivement à gauche.
Il s’agit de termes techniques, sans incidence sur la qualité de l’image produite. L’effet peut être involontaire ou, au contraire, recherché, comme dans les techniques du high key (en) ou du low key.

## Modes d’exposition

### Exposition automatique et semi-automatique
En mode automatique, l’exposition est calculée par le boîtier, qui tentera de rendre une image d’une luminosité équivalente à un gris moyen, soit du blanc contenant 18 % de noir.
Sur les appareils évolués (reflex, compacts ou autres), le photographe peut choisir de régler lui-même l’ouverture du diaphragme ou la vitesse d'obturation, le boîtier se chargeant de déterminer l’autre paramètre afin de conserver l’exposition visée. Ce sont les modes priorité ouverture (ou diaphragme) et priorité vitesse.

### Exposition manuelle
En mode manuel, le photographe choisit lui-même l’ouverture et la vitesse et détermine ainsi seul l’exposition de la scène. Il peut s’aider pour cela d’un posemètre externe, de celui qui est intégré à son appareil ou d’autres méthodes de mesure de la lumière telles que le système APEX, le Zone system ou la règle de f/16.

### Correction d’exposition
Le posemètre intégré au boîtier est réglé pour, par défaut, tenter de restituer une image dont la luminance correspond à un gris moyen, parce qu’il s’agit du cas de figure le plus fréquent. Il peut cependant arriver qu’une scène soit naturellement plus ou moins lumineuse, ce qui occasionnera une sous-exposition ou une surexposition indésirable. Quasiment tous les appareils permettent de décaler les valeurs d’exposition, en plus ou en moins, pour restituer la scène avec plus de fidélité. Exprimée en IL (en anglais EV pour exposure value), chaque unité en plus double la quantité de lumière qui imprimera la surface, tandis que chaque unité en moins la divise par deux.

## Réciprocité
L’exposition fonctionne selon le principe de réciprocité : augmenter la durée de l’exposition nécessite de fermer le diaphragme pour que la quantité de lumière atteignant la surface sensible reste identique.
En réalité, les caractéristiques de la plupart des émulsions photosensibles ne sont pas linéaires, surtout en dehors de la plage située entre une seconde et 1/1000 s. Il est alors nécessaire d’appliquer une correction d’exposition propre à chaque émulsion. 

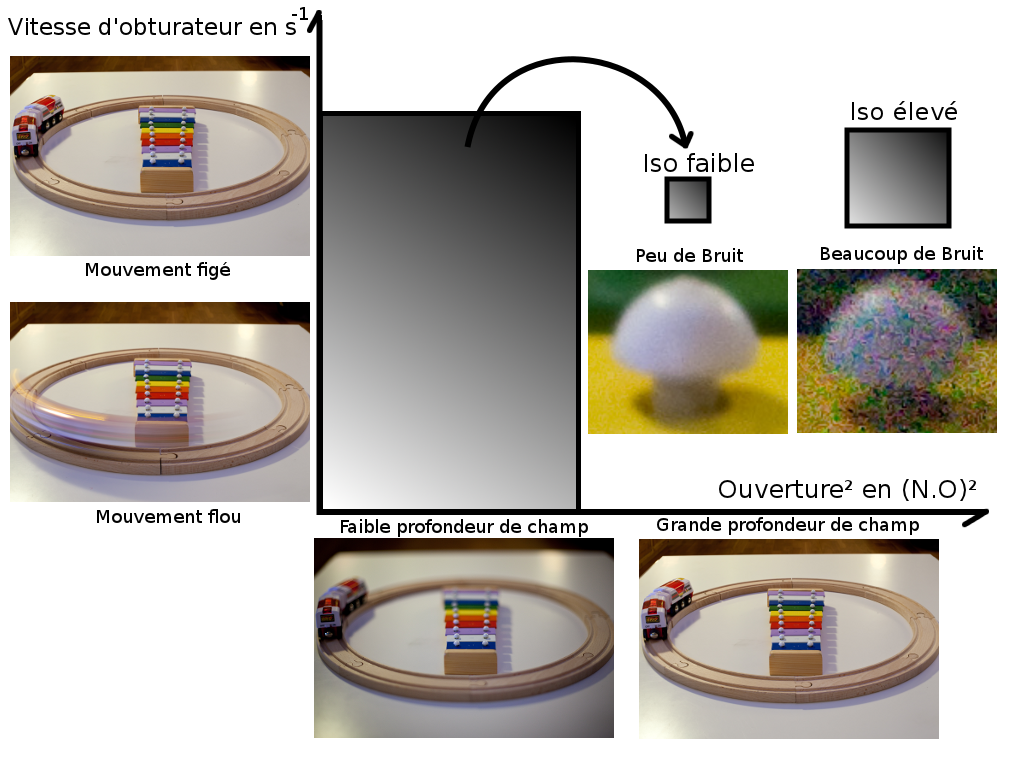
Triangle d'exposition expliqué en un graphique